# Elke Vanhoof
Elke Vanhoof (Mol, 16 december 1991) is een Belgisch BMX'ster. 

## Levensloop
Vanhoof rijdt internationaal meestal voor het nationaal team. Zij behoort sinds 2013 bij de Europese top. Ze haalde onder andere brons op het Europees kampioenschap 2013, won de European League 2014 en 2015, werd Europees kampioen in 2015, won de TT op de Europese spelen in 2015 en pakte Europees zilver in 2017 en 2022.
Op de Olympische Zomerspelen van 2016 te Rio werd ze zesde en in Tokio 2021 elfde, en kwalificeerde zich voor de derde maal op rij voor de spelen van Parijs 2024.
Sinds 2023 maakt Vanhoof deel uit van het Belgische sprintteam baanwielrennen, samen met Nicky Degrendele, Julie Nicolaes en Valerie Jenaer. Het team maakte haar debuut op het EK baanwielrennen in Zwitserland in februari. Hoofddoelen zijn de Olympische Spelen van 2024 te Parijs en 2028 te Los Angeles.

## Nationale titels
- Belgisch kampioen bij de junioren: 2009
- Belgisch kampioen: 2010, 2011, 2012, 2013, 2014, 2015, 2016, 2017, 2018, 2020

## Internationaal palmares
2008
- 4e  Europees Kampioenschap junioren

2009
- Belgisch Kampioen
- Europees Kampioenschap junioren

2010
- Vlaams Kampioen
- Belgisch Kampioen
- 5e Europees Kampioenschap

2011
- Belgisch Kampioen
- Kwartfinale WK
- 11e Wereld Kampioenschap Tijdrijden

2012
- Belgisch Kampioen
- Summer Games
- Kwartfinale WK

2013
- Belgisch Kampioen
- 14e Wereld Kampioenschap
- Europees Kampioenschap

2014
- Belgisch Kampioen
- 4e Wereld Kampioenschap tijdrijden
- European Cup
- 7e Europees Kampioenschap

2015 
- Belgisch Kampioen
- Europees Kampioen
- European Cup
- European Games tijdrijden
- 7e Wereld Kampioenschap tijdrijden
- 13e Wereld Kampioenschap
- 10e Wereld ranking

2016
- Belgisch Kampioen
- 6e Olympische Spelen
- Wereld Beker Sarasota
- 19e Wereld Kampioenschap
- 6e Wereld Kampioenschap tijdrijden
- 7e wereld ranking

2017
- Belgisch Kampioen
- Europees Kampioenschap
- 21e Wereld Kampioenschap

2018
- Belgisch Kampioen
- Wereld Beker  Saint-Quentin-en-Yvelines
- European Cup
- 9e Wereld ranking

2021
- 11e Olympische Spelen
- 11e Wereld ranking
- 10e Europees Kampioenschap

2022
- EK

2023
2024
10e Europees Kampioenschap